# Gens Vitellia
Die gens Vitellia (Gentilname Vitellius, Plural Vitellii, deutsch Vitellier) war eine Familie (gens) der römischen Kaiserzeit. Der Name bildete sich als Diminutiv zum Cognomen Vitulus. In Inschriften taucht der Name auch als Vitullius auf.
Mitglieder der Familie waren:
- Aulus Vitellius, Suffektkonsul 32 n. Chr.
- Aulus Vitellius, Kaiser im Vierkaiserjahr,
- Lucius Vitellius, Senator und dreifacher Konsul, Vater des Kaisers,
- Lucius Vitellius, Senator, Sohn des Vorigen,
- Marcus Flavius Vitellius Seleucus, Konsul 221
- Publius Vitellius, Ritter aus Luceria,
- Publius Vitellius, dessen Sohn, Prokonsul von Bithynien und Ankläger des Gnaeus Calpurnius Piso,
- Quintus Vitellius, prefectus aerarii militaris,
- Titus Vitellius Atillianus, römischer Centurio (Kaiserzeit)
- Vitellius Germanicus, Sohn des Kaisers und seiner zweiten Ehefrau Galeria Fundana,
- Vitellia, Tochter des Kaisers und seiner zweiten Ehefrau Galeria Fundana,
- Vitellius Petronianus, Sohn des Kaisers und seiner ersten Ehefrau Petronia.